# Bro IK
Bro Idrottsklubb är en svensk idrottsförening som grundades i Upplands-Bro under olympiaåret 1912. Idag har man fem sektioner; fotboll, boxning, gymnastik, bordtennis och innebandy. Tidigare har man dock även haft andra sektioner, bland annat för ishockey och simning. De kanske mest kända idrottsprofiler som varit verksamma i klubben är Erik Hamrén (fotboll), Hans Backe (fotboll) och Majid Jelili (boxning). En tidig idrottshistorisk händelse, avseende svensk professionell idrott, utspelades 1922 när den svenske tungviktsboxaren, sedermera europamästaren, Harry Persson formellt blev proffs genom en uppvisningsmatch som arrangerades av Bro IK. Arvodet som därvidlag utbetalades till Persson var åttio kronor.  

### Webbkällor
- Om klubben från Svenskalag.se